# Leonard Lauder
Leonard Alan Lauder (* 19. März 1933 in der Upper West Side, Manhattan, New York City, USA; † 14. Juni 2025 in der Upper East Side, Manhattan, New York City, USA) war ein amerikanischer Geschäftsmann, der bis 2009 die Leitung der elterlichen Firma Estée Lauder Companies innehatte. Er war Kunstmäzen und Milliardär.

## Leben
Leonard Lauder war der Sohn von Joseph und Estée Lauder und der ältere Bruder von Ronald Lauder. Er machte seinen Bachelor of Science an der Wharton School der University of Pennsylvania und schloss danach die Graduate School of Business der New Yorker Columbia University ab. Außerdem diente er in der United States Navy. 1958 trat Lauder in die Firma seiner Eltern ein, übernahm von 1972 bis 1995 dort den Posten des Firmenpräsidenten und von 1982 bis 1999 den des Chief Executive Officer (CEO). Von 1995 bis 2009 war er Vorsitzender des Board of Directors und nahm im Anschluss den Titel des Emeritus-Vorsitzenden an, den er bis zuletzt trug. Auf Leonard Lauder gehen unter anderem die Einrichtung von eigenen Forschungslabors im elterlichen Unternehmen, die internationale Expansion (bereits 1960 mit einer Filiale in London), die Lancierung von neuen Marken sowie innovative Marketingstrategien zurück. Seine Frau Evelyn übernahm im Familienbetrieb eine wichtige Rolle an seiner Seite und war unter anderem zuletzt für die Parfüm-Entwicklung und das Marketing verantwortlich. Leonard Lauder war der Erfinder des Lippenstift-Index.

## Privates
1959 heiratete Leonard Lauder Evelyn Hausner, die wie er jüdischen Glaubens war und die er 1955 bei einem Blind Date kennengelernt hatte. Aus der Ehe gingen zwei Söhne hervor: William P. Lauder (* 1960), der seit 2004 Konzernchef im Familienunternehmen ist, und Gary Lauder (* 1962), der als Anwalt außerhalb des Unternehmens Karriere machte. Nach dem Tod von Evelyn Lauder im Jahr 2011 verlobte sich Leonard Lauder 2012 mit der 25 Jahre jüngeren Leiterin der Brooklyn Public Library, Linda E. Johnson, trennte sich 2013 von ihr und heiratete 2014 die fünf Jahre jüngere Frau seines langjährigen, 2013 verstorbenen Freundes Al Glickman, Judith Glickman. Lauder war über seine beiden Söhne fünffacher Großvater.

## Ein Leben mit der Kunst
Bereits im Alter von sechs Jahren begann Lauder mit dem Sammeln von Kunstwerken und zwar mit Postkarten im Stil von Art déco. Im Laufe seines Lebens baute er eine große Sammlung von Bildern des Kubismus auf. Diese Sammlung, insgesamt 78 Werke von Pablo Picasso, Georges Braque, Fernand Léger und Juan Gris vermachte er im April 2013 an das New Yorker Metropolitan Museum of Art. Dort fand im Herbst 2014 eine Ausstellung der geschenkten Werke statt.
Seit 1971 war Lauder dem Whitney Museum of American Art in Manhattan, New York City, als Berater und Unterstützer verbunden, dem er vor einigen Jahren den Betrag von 131 Mio. US-$ spendete. Ferner finanzierte er einige der Ausstellungen des Museums. Ausstellungsräume im fünften Geschoss des Museums tragen den Namen des Ehepaars Lauder.
Leonard Lauders jüngerer Bruder Ronald Lauder zeigt seit 2001 in seinem von der deutschen Architektin Annabelle Selldorf umgestalteten Museum  Neue Galerie New York Museum for German and Austrian Art in der Upper East Side von Manhattan neben Wechselausstellungen seine eigene Kunstsammlung.
2002 wurde Lauder in die American Academy of Arts and Sciences gewählt.

## Vermögen
Im April 2022 wurde sein Privatvermögen von Forbes auf 23,1 Milliarden US-Dollar geschätzt. Er gehörte damit zu den reichsten Amerikanern.

## Im öffentlichen Leben
- Mitglied des New Yorker Council on Foreign Relations.
- Aufsichtsrat des Aspen Institute in Washington, D.C.
- Aufsichtsrat des Memorial Sloan-Kettering Cancer Center in New York City.

## Ausstellung
- 2010: Postcards of the Wiener Werkstätte, Neue Galerie, New York City.
- 2014/2015: Cubism. The Leonard A. Lauder Collection, Metropolitan Museum of Art, New York City.